# Kriechenwil
Kriechenwil là một đô thị trong huyện Bern-Mittelland, bang Bern, Thụy Sĩ. Đô thị này có diện tích 4,8 km², dân số thời điểm tháng 12 năm 2020 là 441 người. Kriechenwil được đề cập lần đầu năm 1353 với tên gọi Digki. Cho đến năm 1959, tên gọi chính thức vẫn là Dicki.